# آب‌انبار دلویی
آب‌انبار دلویی مربوط به اواخر دوره قاجار است و در شهرستان گناباد، روستای دلویی واقع شده و این اثر در تاریخ ۱۳ بهمن ۱۳۸۸ با شمارهٔ ثبت ۲۹۰۵۶ به‌عنوان یکی از آثار ملی ایران به ثبت رسیده است.